# Landolin Ohmacht

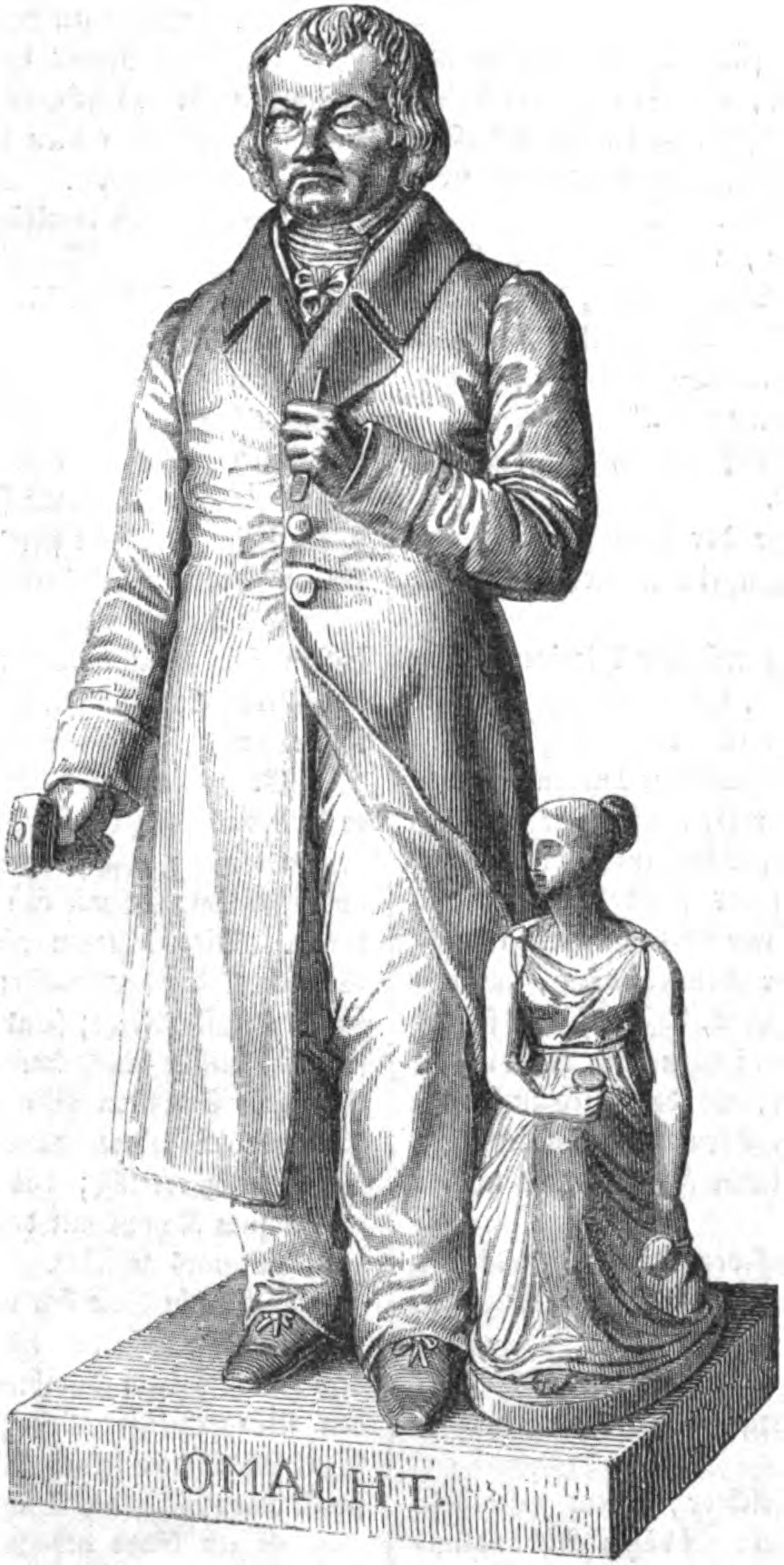
Landolin Ohmacht

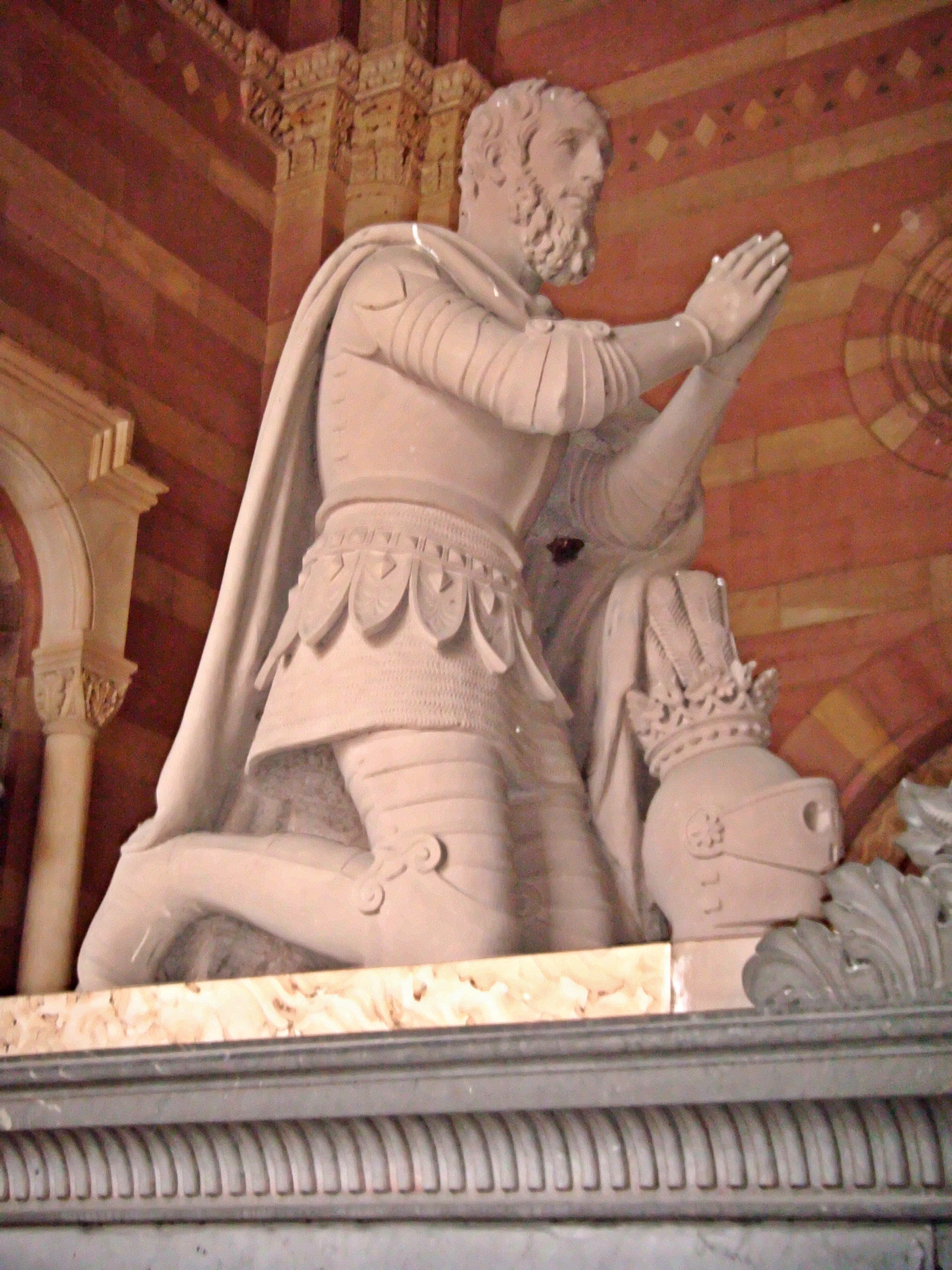
Landolin Ohmacht: Statue des Königs Adolf von Nassau, auf seinem Grabmal im Speyerer Dom; nach Entwurf von Leo von Klenze

Landolin Ohmacht, auch Landelin Ohmacht oder Landolin Ohnmacht oder Landelin Ohnmacht, (* 11. November 1760 in Dunningen; † 31. März 1834 in Straßburg) war ein deutscher Bildhauer.

## Leben
Landolin Ohnmacht machte 1772 eine Holzschnitzerlehre in Triberg im Schwarzwald, vermutlich bei Joseph Kaltenbach (1735–1805). Danach war er in Freiburg im Breisgau, dann – gefördert durch seinen späteren Schwiegervater – im Atelier des Bildhauers Johann Peter Melchior in Frankenthal (Pfalz) und anschließend in Mannheim tätig. Von 1788 bis 1790 wirkte Ohmacht in der Schweiz. In Basel verfertigte er mehrere Miniaturbüsten und Reliefporträts aus Alabaster, u. a. von Peter Ochs. Nach kürzeren Aufenthalten in Rom, Frankfurt am Main, Wien, München, Dresden und Hamburg ließ er sich schließlich in Straßburg nieder. 1798 heiratete er Sophie Gassner, die Tochter des Bürgermeisters von Rottweil.

## Werke
- Susette Gontard (1793, Büste der „Diotima“, Frankfurt am Main, Liebieghaus)
- Louis-Charles-Antoine Desaix (ca. 1802, Denkmal, zusammen mit Friedrich Weinbrenner, Straßburg, Place de la Bourse)
- Johann Peter Hebel (1808, Alabasterrelief, Städtische Sammlungen Karlsruhe)
- Erwin von Steinbach (1811, Büste, Walhalla)
- Grabmal des Adolf von Nassau im Speyerer Dom
- Die sechs Musen auf dem Stadttheater in Straßburg (heute Broglieplatz)
- Grabmäler für Jeremias Jakob Oberlin (1806) und Christoph Wilhelm von Koch (1813) in der Thomaskirche in Straßburg
- Blessig- und Von-Türckheim-Denkmal im Temple Neuf, Straßburg
- Grabmal des Bürgermeisters Joachim Peters in einer Kapelle der Lübecker Marienkirche
- Relief vom Grabmal der Catharina Wilhelmina Louisa Engelbach (ursprünglich auf dem Alten Hammer Friedhof in Hamburg, heute im Museum für Kunst und Gewerbe)
- Bildnis eines Mannes mittleren Alters (Museum für Kunst und Gewerbe, Hamburg)
- Bildnis des Senators Dr. Johann Schulte (Museum für Kunst und Gewerbe, Hamburg)
- Bildnis eines jüngeren Mannes (Museum für Kunst und Gewerbe, Hamburg)
- Relief der Schwestern Elisabeth Schwalb, geb. Schramm (1771–1831), und der Marianne Gossler, geb. Schramm (1777–1824), im „Museum im Rathaus“, Dunningen
- Urteil des Paris, Schlosspark Nymphenburg (1804–1807)